# Acanthoplus weidneri
Acanthoplus weidneri är en insektsart som beskrevs av John Irish 1992. Acanthoplus weidneri ingår i släktet Acanthoplus och familjen vårtbitare. Inga underarter finns listade i Catalogue of Life.